# السفارة السعودية في غينيا
سفارة المملكة العربية السعودية في جمهورية غينيا، هي بعثة دبلوماسية سعودية تقع في العاصمة الغينية كوناكري ويترأس البعثة سفير خادم الحرمين الشريفين الدكتور فهاد عيد الرشيدي. العنوان: حي دونكا ص.ب 611.

## وصلات خارجية
- موقع سفارة المملكة العربية السعودية السعودية في غينيا
- وزارة الخارجية السعودية (بالعربية)
- Ministry of Foreign Affairs of Kingdom of Saudi Arabia (بالإنجليزية)